# Amadou Sanogo
Amadou Haya Sanogo (ur. w 1972 lub 1973 w Ségou) – malijski wojskowy, kapitan. Szef państwa od 22 marca 2012 do 12 kwietnia 2012, jako przewodniczący Narodowego Komitetu na rzecz Przywrócenia Demokracji i Państwa (CNRDRE), który przejął władzę na drodze zamachu stanu.

## Życiorys
Amadou Sanogo urodził się 1972 lub 1973 w mieście Ségou w środkowym Mali.
Ukończył akademię wojskową w Kati w pobliżu Bamako. Kilkukrotnie uczestniczył w kursach i szkoleniach wojskowych w Stanach Zjednoczonych w ramach współpracy obu państw w walce z terroryzmem i islamskim ekstremizmem w Afryce. W 1998 przeszedł szkolenie oficerskie w Fort Benning w Georgii. W 2003 kształcił się w akademii wojskowej (klasa piechoty morskiej) w Quantico w Wirginii. Od sierpnia 2004 do września 2005 oraz ponownie w 2007 brał udział w instruktorskim kursie w języku angielskim w Teksasie. W 2008 uczestniczył w szkoleniu z zakresu wywiadu w Fort Huachuca w Arizonie, a w 2010 przez 5 miesięcy w szkoleniu piechoty w Fort Benning.
Dzięki zdobytym umiejętnościom, po powrocie do Mali pełnił funkcję tłumacza w czasie konferencji i seminariów organizowanych przez armię. Był również lektorem języka angielskiego w szkole wojskowej Ecole Militaire Inter-Armes (EMIA) w Koulikoro.
21 marca 2012 stanął na czele junty wojskowej, która dokonała zamachu stanu i obaliła prezydenta Amadou Toumani Touré. 22 marca objął funkcję przewodniczącego powołanego przez wojsko Narodowego Komitetu na rzecz Przywrócenia Demokracji i Państwa.
6 kwietnia 2012, pod wpływem presji ze strony społeczności międzynarodowej, nałożenia sankcji gospodarczych i finansowych na Mali przez ECOWAS oraz w obliczu zajęcia północy kraju przez tuareskich rebeliantów, zgodził się na przekazanie władzy w ręce cywilnej administracji. W zamian członkowie junty objęci zostali immunitetem, a ECOWAS zniosła wszystkie sankcje. 12 kwietnia 2012 stanowisko tymczasowego prezydenta objął przewodniczący Zgromadzenia Narodowego, Dioncounda Traoré, który został zobowiązany do organizacji wyborów prezydenckich na terytorium całego kraju w ciągu 40 dni.
1 października 2013 miał miejsce bunt „zielonych beretów” armii malijskiej w bazie wojskowej Kati. 30 buntowników zaprotestowało przeciwko awansowi na generała korpusu Amadou Sanogo (14 sierpnia 2013). Niezadowoleni domagali się premii. Doszło do strzelaniny w której Sonago został ranny i był przetrzymywany przez buntowników. Sytuacja została opanowana dopiero 4 października 2013. Dwudziestu buntowników zostało aresztowanych w tym kapitan Amadou Konaré i pułkownik Yusuf Traoré. 31 października 2013 gen. Sanogo stanął przed sądem z powodu użycia siły przez jego podwładnych. 27 listopada 2013 został aresztowany, wskutek oskarżenia o współudział w porwaniu i morderstwie. Grozi mu kara śmierci.
Amadou Sanogo jest żonaty, ma troje dzieci.